# Zhuosesia zhuoxiana
Zhuosesia zhuoxiana är en fjärilsart som beskrevs av Yang 1977. Zhuosesia zhuoxiana ingår i släktet Zhuosesia och familjen glasvingar. Inga underarter finns listade i Catalogue of Life.